# ポンポン焼き
ポンポン焼きは青森県八戸市とその周辺の太平洋沿岸（南部地域）に伝わる、イカを使った郷土料理。
ぽっぽ焼きとも呼ばれる。（ただし、単にぽっぽ焼きと呼ぶと別の料理になるため、「イカのぽっぽ焼き」と、「イカの」をつけることが多い。）

## 調理方法の一例
1. イカの胴体からゴロ（内臓）とゲソ（下足）を抜き取り、水洗いする。
2. ゴロからスミ袋を取り去る。
3. ゴロ、ゲソ、ネギを刻み、味噌等を混ぜて[1]炒める[3]。
4. 3を胴体に詰め、爪楊枝で閉じて、フライパンや網で焼く。

大正末期から昭和初期頃の食生活をまとめた『聞き書 青森の食事』には、いかの耳側から串を刺し、囲炉裏で焼く調理法が記録されている。